# György Páros
György Páros (* 28. April 1910 in Tamási; † 17. Dezember 1975 in Budapest) war ein ungarischer Großmeister für Schachkomposition.

## Leben

### Schach
Im Alter von 16 Jahren begann György Páros sein Wirken als Schachkomponist. Er gab an, von J. R. Neukomm, N. Kovacs und Ferenc Fleck beeinflusst zu sein. 1956 wurde er vom ungarischen Staat mit der höchstmöglichen Ehrung für sportliche Erfolge ausgezeichnet. Er wurde auch mit dem Titel Ewiger ungarischen Landesmeister geehrt. Páros erhielt den Großmeistertitel im Oktober 1975 in Tiflis. Er gewann mehr als 100 erste Preise. Páros siegte zehnmal bei den ersten zehn ungarischen Schachmeisterschaften in der Kategorie Hilfsmatt.
Páros verhalf dem Hilfsmatt zu Anerkennung. Als seine beste Aufgabe bezeichnete er das folgende Stück:
|   | a | b | c | d | e | f | g | h |   |
| 8 |   |   |   |   |   |   |   |   | 8 |
| 7 |   |   |   |   |   |   |   |   | 7 |
| 6 |   |   |   |   |   |   |   |   | 6 |
| 5 |   |   |   |   |   |   |   |   | 5 |
| 4 |   |   |   |   |   |   |   |   | 4 |
| 3 |   |   |   |   |   |   |   |   | 3 |
| 2 |   |   |   |   |   |   |   |   | 2 |
| 1 |   |   |   |   |   |   |   |   | 1 |
|   | a | b | c | d | e | f | g | h |   |

Dieses Hilfsmatt ist ein sogenannter Zwilling. Die erste Aufgabe ist die Diagrammstellung, die zweite entsteht durch Versetzen des Bauers a3 nach c2.

Lösung:

Im Hilfsmatt beginnt Schwarz und die Züge von Schwarz werden zuerst geschrieben.

a) 1. Lc6–a4 Lc5–d4

2. Te5–b5 Sd7–b6+

3. Kc4–b4 Se7–c6 matt

b) 1. Te5–e2 Lc5–b4

2. Lc6–e4 Se7–f5

3. Kc4–d3 Sd7–e5 matt

### Privates
Trotz eines Doktorats in der Rechtswissenschaft arbeitete Páros im Bankwesen.
Am 16. Dezember 1975 wurde Páros wegen plötzlich auftretender Krankheitssymptome in ein Krankenhaus eingeliefert, in dem er am folgenden Tag an einer Thrombose verstarb. Er hinterließ eine Frau und einen damals 25 Jahre alten Sohn.

## Bücher
- 1940 – Csodák a sakktáblán (Wunder auf dem Schachbrett)
- 1944 – Képeskönyv a sakktáblámról (Das Bilderbuch von meinem Schachbrett)
- 1967 – A sakkmművészet világa (Die Welt der Schachkunst)